# Nohfelden
Nohfelden település Németországban, azon belül Saar-vidék tartományban. Lakosainak száma 9982 fő (2023. december 31.).

## Népesség
A település népességének változása:
| Lakosok száma | 10 348 | 9974 | 9938 | 9826 | 9934 | 9982 |
|               | 1975   | 2017 | 2019 | 2021 | 2022 | 2023 |